# Bazilika Nanebevzetí Panny Marie (Hnězdno)
Bazilika Nanebevzetí Panny Marie a svatého Vojtěcha (polsky Bazylika prymasowska Wniebowzięcia Najświętszej Maryi Panny w Gnieźnie) je pozdně gotický katedrální kostel v polském Hnězdně ve Velkopolském vojvodství, na Lechově kopci. Kostel je však staršího založení a je spojen s korunovacemi polských králů a uložením ostatků svatého Vojtěcha.

## Historie

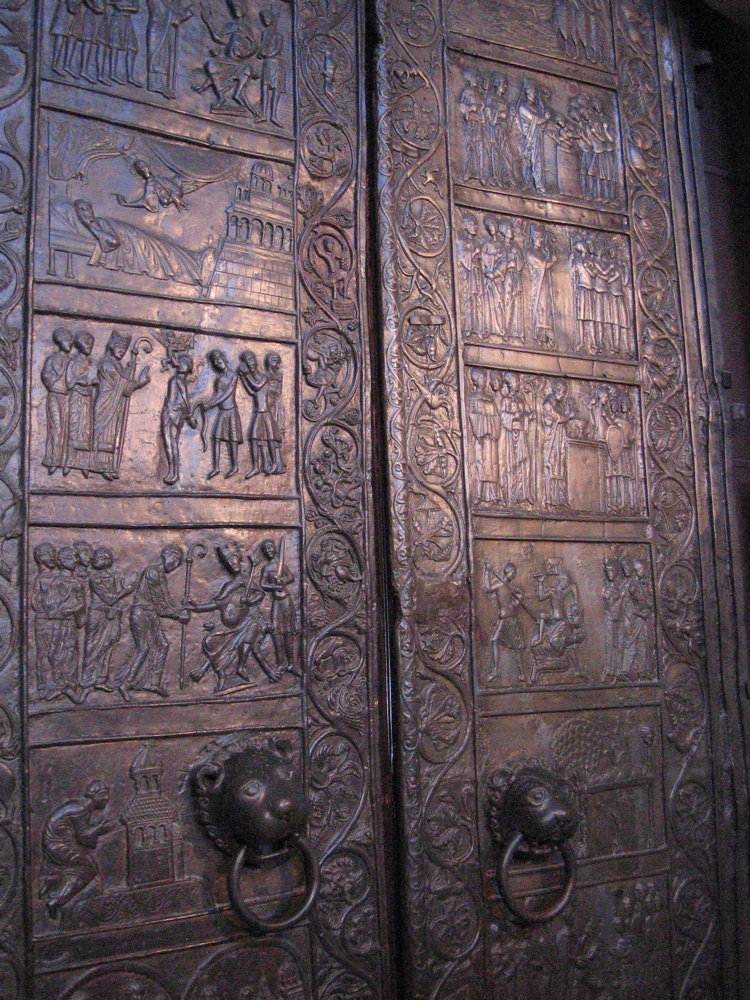
Hnězdenské dveře s reliéfy

Na místě existovala svatyně již v 10. století a v roce 997 zde byla pohřbena Doubravka Přemyslovna, česká vdova po prvním historickém polském knížeti Měškovi I. Jeho syn Boleslav Chrabrý získal z pohanského Pruska ostatky svatého Vojtěcha a pohřbil je v kostele. Následně bylo ve Hnězdně roku 1000 se souhlasem císaře Oty III. zřízeno arcibiskupství.
Český kníže Břetislav I. se roku 1038 vypravil na vojenskou výpravu do Hnězdna, kostel vyplenil a odvezl Vojtěchovy ostatky do Prahy, kde byly uloženy do rotundy svatého Víta. Kostel byl pak přestavěn v románském stylu a 1064 vysvěcen.
V kostele byli korunováni polští králové: Boleslav Chrabrý (1025), Měšek II. Lambert (1025), Boleslav II. Smělý (1076), Přemysl II. Velkopolský a český Václav II. (1300).
Kostel byl nově postaven ve stylu gotiky ve 14. a na začátku 15. století. Po požárech v 17. a 18. století byl interiér upravován v raně barokním stylu a klasicistně s prvky pozdního baroka.

## Popis
Jedná se o trojlodní katedrálu s dvojicí věží v západním průčelí. Uprostřed chrámu se nachází velký zlacený baldachýn a pod ním bohatě zdobená stříbrná barokní relikviářová thumba svatého Vojtěcha.
Významnou památkou jsou bronzové románské dveře s cyklem reliéfů s výjevy ze života sv. Vojtěcha. Byly vytvořeny kolem roku 1175 a jsou jedinečnou památkou svého druhu ve střední Evropě.